# Bardera
Bardera (in lingua somala Baardheere) è una piccola ed importante cittadina agricola nella regione somala di Ghedo, in Somalia. È il secondo insediamento più popoloso della Valle di Giuba dopo Chisimaio. Il capoluogo della regione di Ghedo è Garba Harre.
La città è un centro d'insegnamento dell'Islam ed è molto importante per la sua produzione agricola.
Bardera durante gli anni 1930 aveva 8.000 abitanti circa.
Il clima della zona, essendo sotto l'equatore, è sempre caldo e altamente umido, l'ideale per la coltivazione durante tutto l'arco dell'anno. La sua popolazione nel 2008 era di circa 32.000 abitanti appartenenti a diversi clan somali, come Ajuran, Rahanweyn e vari sottoclan Darod.

## Origini del nome
In lingua somala Baardheere è un composto di due nomi: Baar che vuol dire "albero di palma" e dheere che significa "alto", quindi "albero di palma alto" in riferimento alle numerose palme che crescono rigogliose nella zona.

## Storia

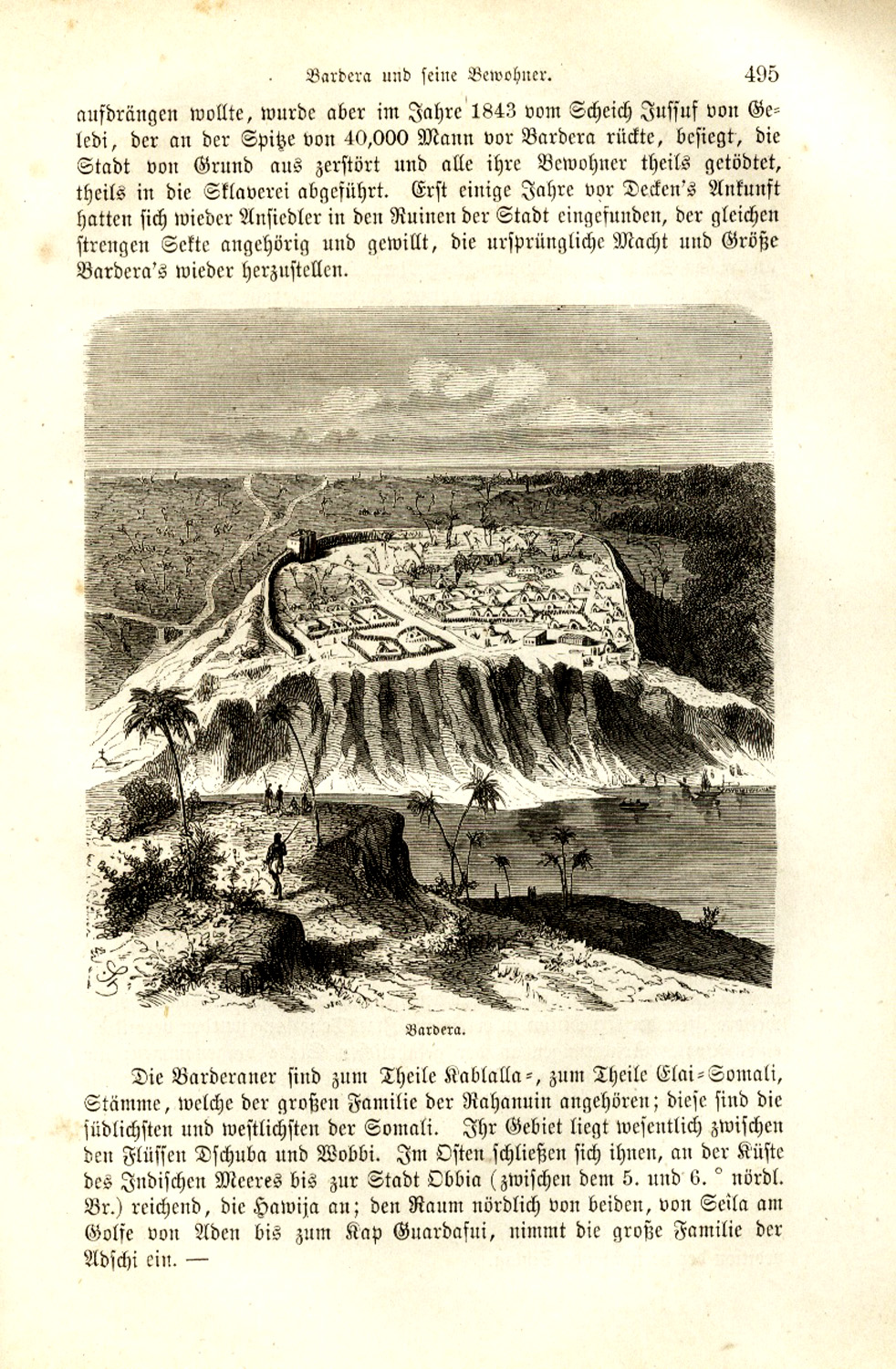
La cittadella di Bardera bel 1882

Durante il Medioevo, Bardera e l'area circostante facevano parte del Sultanato degli Agiuran, che governava gran parte della Somalia meridionale e dell'Etiopia orientale, con un dominio che si estendeva da Hobyo, a nord, a Qelafo, a ovest, e a Chisimaio a sud. Bardera era una delle città più importanti del fiume Giubba , essendo un centro agricolo e commerciale collegato alle strade che conducevano ai porti del Benadir. Bardera forniva molti beni alle province costiere e molti mercanti della regione si recavano a Bardera per il commercio.
Bardera continuò la sua economia agricola e commerciale sotto il dominio del Sultanato di Geledi, che realizzò una cittadella. Con l'aumento dei collegamenti tra la costa e l'interno, sia i porti del Benadir che Bardera fiorirono e la città servì come centro nevralgico dell'avorio nella parte meridionale del Corno d'Africa.
La città fu sede di un centro di formazione islamica. Nel 1819 uno sceicco di Bardera condusse un jihad per vietare tabacco, danze popolari, alle donne di andare a volto scoperto, e il commercio dell'avorio, essendo l'elefante un animale impuro. Il Jihad sfociò negli anni 1830 in un conflitto col sultanato di Geledi, potenza regionale dell'epoca, il cui sultano Yusuf Mahamud Ibrahim nel 1843 inviò 40000 soldati per assediare la città. Bardera fu data alle fiamme e la grande palma che dava il nome alla città fu abbattuta, mentre gli abitanti fuggirono o furono uccisi. Solo venti anni dopo uno sceicco del clan Eelay fece ricostruire la città,
che rimase relativamente tranquilla fino alla fine del Sultanato di Gheledi e alla successiva incorporazione nella Somalia italiana nel 1910.
Più recentemente, all'inizio della guerra civile somala la città ospitò molti sfollati, che vissero in condizioni di estrema povertà ed a causa della carestia all'inizio degli anni '90 fuggirono verso il Kenya.
Nel 2008 la città fu conquistata dagli islamisti e liberata dall'esercito somalo e dalle forze dell'Unione africana il 22 luglio 2015.

## Economia

### Agricoltura
Un gran numero di residenti di Bardera lavora nelle fattorie che sorgono lungo gli argini del fiume Giuba nel Distretto di Bardera. I prodotti agricoli di Bardera sono venduti in molte parti della Somalia. Grano, mais, diversi tipi di cipolla, i fagioli, il sesamo, il tabacco, e frutta come la banana, l'anguria, l'arancia, la papaya, e il mango, dalle fattorie di 
Bardera possono arrivare fino al mercato agricolo di Gibuti, circa a 3.000 km di distanza, al nord della Somalia.

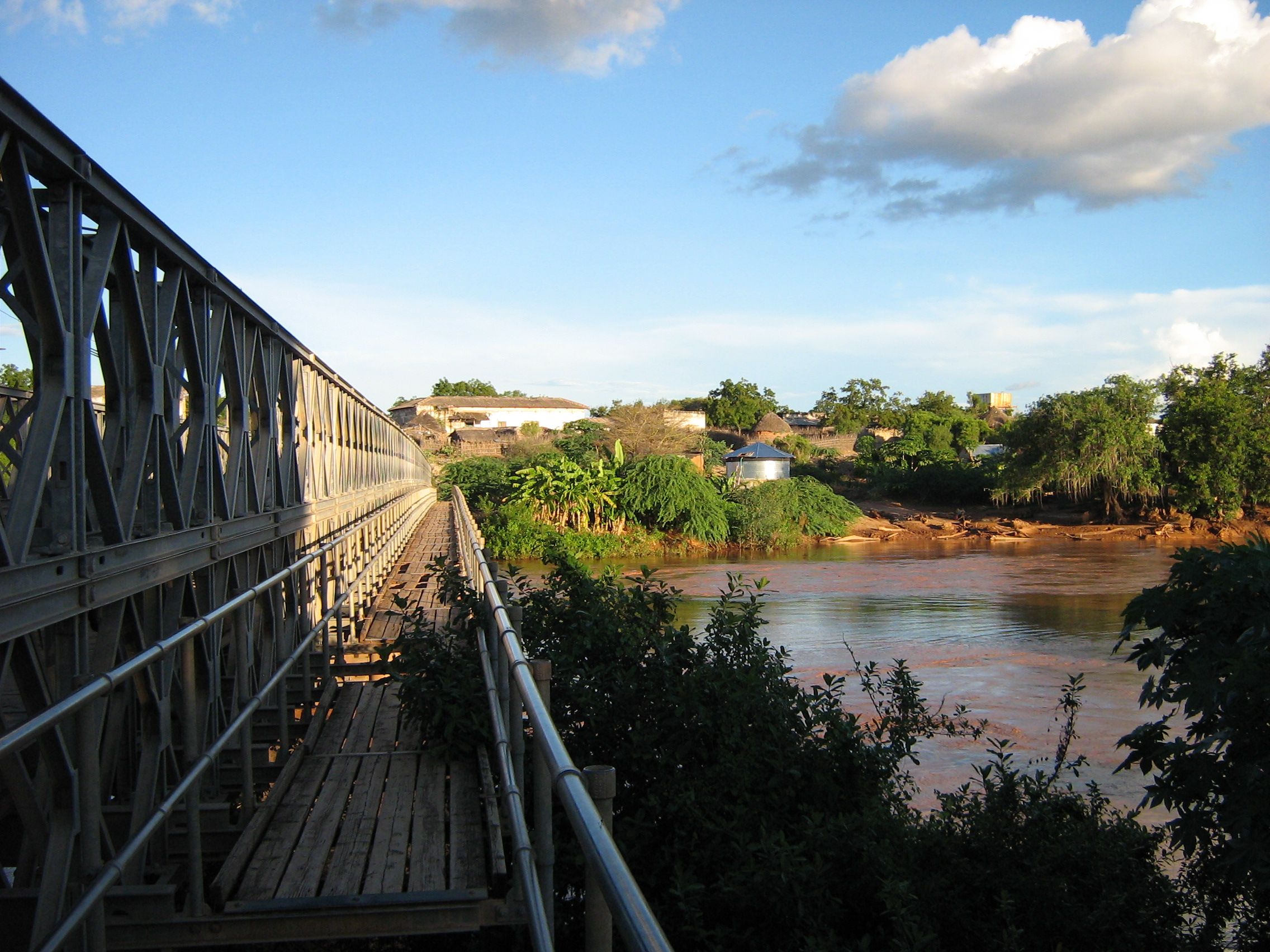
Ponte sopra il fiume Giuba.

Ci sono due metodi di coltivazione a Bardera: quello a irrigazione e quello stagionale. Molte fattorie di medie e grandi dimensioni che sorgono sulle sponde del fiume Giuba usano macchinari per il pompaggio dell'acqua. Questi macchinari a motore irrigano i canali così i contadini possono poi coltivare. La maggior parte dei contadini usano il metodo a "bassa tecnologia" della coltivazione stagionale durante le due stagioni delle piogge di gu e deyr. Alcune piccole fattorie possono essere trovate, un po' in tutta la regione di Gedo, anche lontano dal fiume Giuba, dove famiglie di contadini coltivano grano, mais e fagioli su qualsiasi appezzamento di terreno atto allo scopo. Questi appezzamenti di terreno sono composti da terra soffice e sabbiosa spesso mescolata assieme a del fango. La gente locale chiama questo tipo di terra con il nome di adable.
Il mercato agricolo di Mogadiscio aveva un'intera sezione dedicata solo ed esclusivamente alle famose cipolle di Bardera, adesso con la guerra civile della Somalia, i prodotti agricoli di Bardera, che di solito venivano destinati alle città di Mogadiscio, Chisimaio oppure Baidoa, vengono deviati alle città keniote di Wajir, Garissa, Mombasa e Nairobi.
Essendo il significato di Bardera in lingua somala di "alto albero di palma", lungo il fiume Giuba, esistono molte palme di rara bellezza e ogni fattoria ne possiede almeno una o due.
Nella valle del Giuba è in progetto una grande diga nei dintorni di Bardera, con l'obiettivo di incrementare del 30% la superficie coltivata.

## Commercio

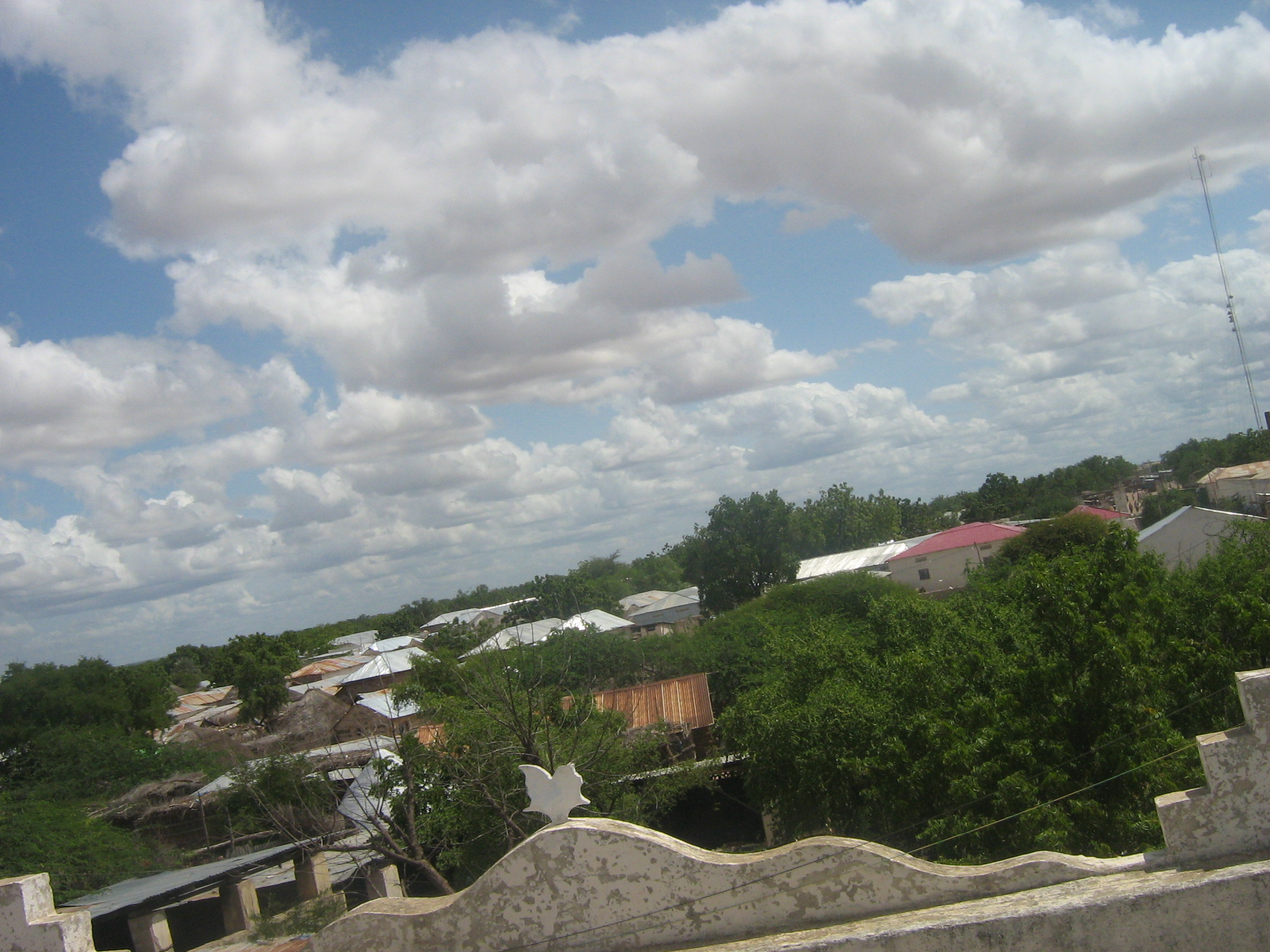
Vista panoramica di Bardera.

La città viene rifornita di medicine, materiale edile e quant'altro dal porto di Chisimaio. Bardera è collegata tramite due strade alle città di Wajir nella Provincia del Nord-Est del Kenya, e alla città somala di confine di Beled Hawo, con le quali svolge una libera attività commerciale. Per decenni il commercio principale si è svolto con la capitale Mogadiscio tramite la strada 
che passa per Baidoa. Tuttavia questa strada è stata gravemente danneggiata durante la 
Guerra civile somala all'inizio degli anni 1990. Nonostante questo, alcuni camion la riescono ancora a percorrere, portando a Barbera beni e merci dalla capitale Mogadiscio.
L'economia di Bardera è per la maggior parte basata sull'agricoltura. A Bardera si pratica anche l'allevamento del bestiame per la sua carne, il latte e il burro. Durante gli anni 1970 il commercio delle pelli e il cuoio derivanti dal bestiame di Bardera era una parte importante dell'economia di questa cittadina e della regione di Gedo.

## Salute
L'ospedale principale di Bardera, essendo molto vecchio e in cattivo stato di conservazione, è stato chiuso nel Novembre 1995. Altri ambulatori e centri per il trattamento dei pazienti sono: la Mezzaluna Rossa somala MCH, l'HIRDA MCH, l'Unità per la Maternità di Bardera Ovest, e l'Ospedale per la Maternità di Bardera est.

## Infrastrutture e trasporti
Solo una piccola parte della popolazione possiede delle automobili, la maggior parte della gente va da un posto all'altro a piedi. Ogni mattina, una moltitudine di gente viene a piedi in città dalle campagne circostanti, a vendere il loro bestiame al mercato del bestiame, il latte, il burro, le pelli, legna da ardere per cucinare e altri prodotti in vendita. Esistono degli operatori di taxi, indipendenti ciascuno dall'altro, dotati di automobili bianche di marca Toyota. Il prezzo della corsa viene pagato al tassista prima di salire in macchina dicendo all'operatore il punto di destinazione. Bardera è anche servita da un piccolo aeroporto situato a nord-est della città, dotato di pista d'atterraggio non asfaltata e di voli charter su piccoli aerei. Bardera è attraversata dal fiume Giuba
che divide la città a metà, purtroppo non esistono servizi di affitto di imbarcazioni per attraversare il fiume da una sponda all'altra o per andare a valle o a monte di esso.

## Sport

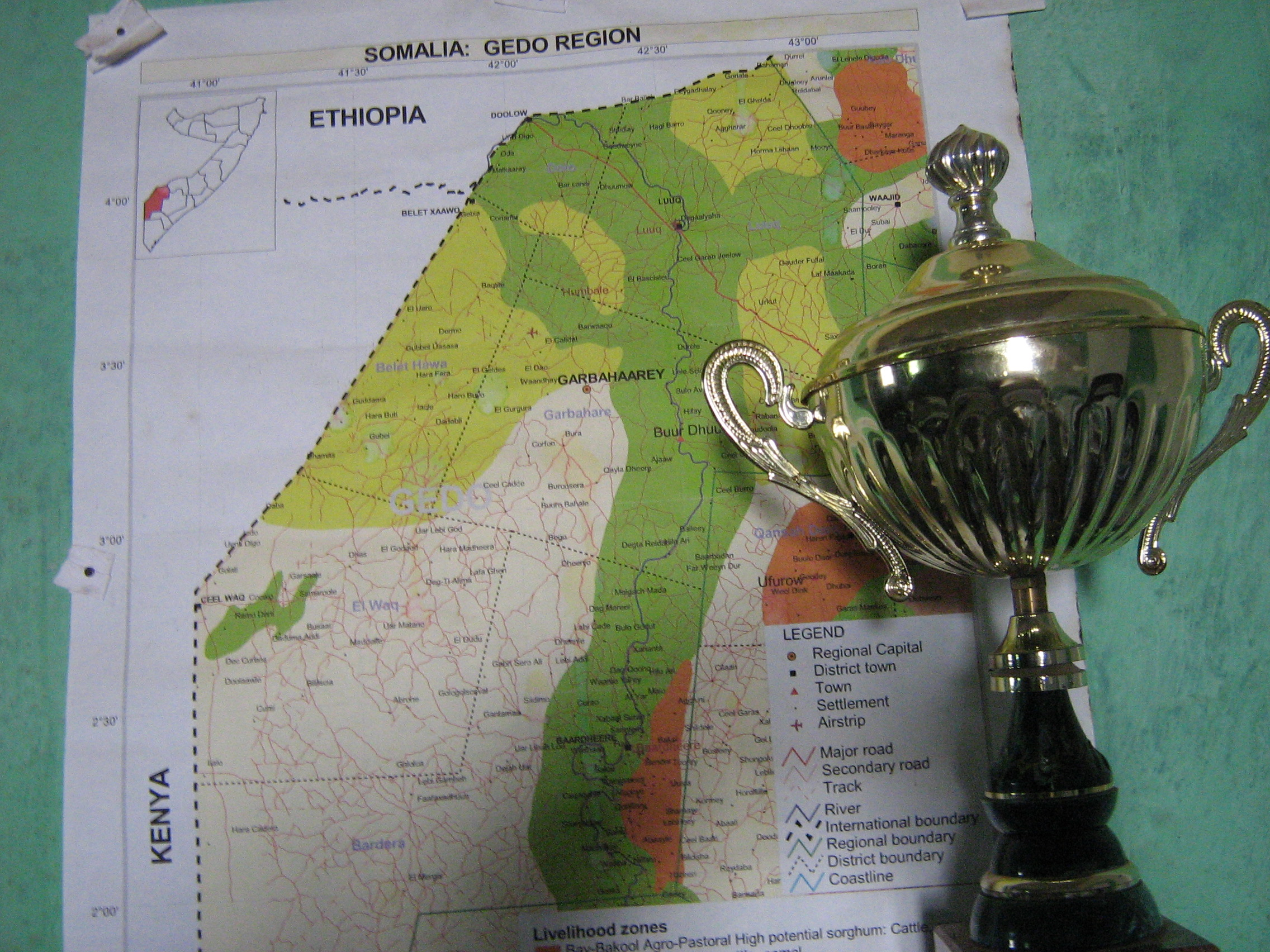
Coppa del Campionato di Bardera del 2002.

Tutti i tipi di sport sono praticati a Bardera. La squadra professionale di calcio di Bardera ha giocato e vinto sia contro la squadra di calcio di Chisimaio che con quella della città di Baido. La squadra del Bardera Football ha vinto la Coppa regionale del sud Somalia nel 2002 e partecipa alle competizioni della Coppa di Giuba e alla Coppa del distretto di Ghedo.

## Educazione e media
Bardera possiede 5 scuole primarie e 2 scuole superiori. Per ulteriore educazione esistono due istituti per la terza educazione: l'Università di Gedo e il Politecnico di Bardera. Bardera possiede due stazioni radio FM:
- Markabley Radio
- Bardera Radio.